# Tihomir Franković
Tihomir Franković (* 30. September 1970 in Split) ist ein ehemaliger kroatischer Ruderer, der zusammen mit Igor Boraska und Steuermann Milan Razov 1994 im Zweier mit Steuermann die erste Goldmedaille bei Ruder-Weltmeisterschaften für Kroatien gewann.

## Sportliche Karriere
Boraska, Franković und Razov belegten bei den Weltmeisterschaften 1993 den fünften Platz im Zweier mit Steuermann und hatten dabei etwas über eine Sekunde Rückstand auf das deutsche Boot auf dem dritten Rang. Bei den Weltmeisterschaften 1994 in Indianapolis siegten die Kroaten mit acht Zehntelsekunden Vorsprung auf den italienischen Zweier. 1995 in Tampere belegte Franković mit dem kroatischen Achter den dreizehnten Platz. Bei den Olympischen Spielen 1996 platzierte er sich mit dem Vierer ohne Steuermann als Sieger des B-Finales auf dem siebten Rang. 
1997 gelang Tihomir Franković zusammen mit Igor Boraska im Zweier ohne Steuermann ein Sieg beim Weltcup in München. Nach zwei fünften Plätzen bei den anderen beiden Weltcup-Regatten belegten die beiden Kroaten bei den Weltmeisterschaften nur den fünften Platz im B-Finale und damit Rang 11 in der Gesamtwertung. Bei den Weltmeisterschaften 1998 in Köln gewannen Denis Boban, Igor Boraska, Tihomir Franković, Siniša Skelin und Steuermann Ratko Cvitanić im Vierer mit Steuermann die Silbermedaille hinter dem australischen Boot. Bei den Weltmeisterschaften 1999 versuchten sich die vier Ruderer ohne ihren Steuermann in der olympischen Bootsklasse Vierer ohne Steuermann für die Olympischen Spiele 2000 zu qualifizieren, was mit dem Erreichen des C-Finales nicht gelang. In der Saison 2000 gewann der kroatische Achter die erste Weltcup-Regatta. Bei den Olympischen Spielen in Sydney siegten die Briten vor den Australiern, die Kroaten mit Igor Francetić, Tihomir Franković, Tomislav Smoljanović, Nikša Skelin, Siniša Skelin, Krešimir Čuljak, Igor Boraska, Branimir Vujević und Steuermann Silvijo Petriško erhielten die Bronzemedaille. 
Der 1,92 m große Tihomir Franković ruderte für HVK Gusar aus seiner Heimatstadt Split.